# Prostituição

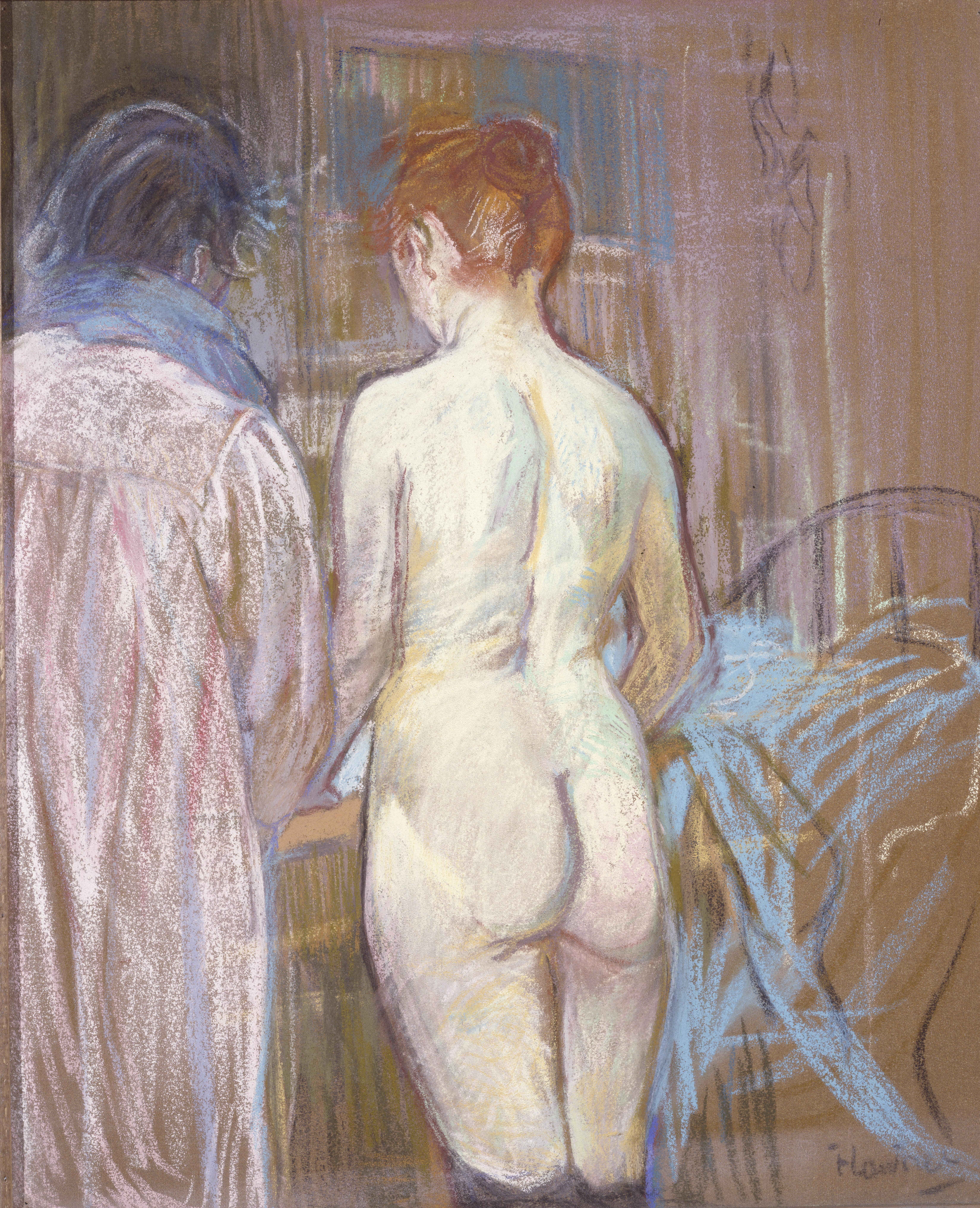
"Prostitutas", de Henri de Toulouse-Lautrec, 1885

Prostituição é a prática ou negócio de envolver-se em atividades sexuais com outras pessoas em troca de dinheiro ou outros benefícios econômicos, frequentemente referida, embora controversamente, como "trabalho sexual". A definição de "atividade sexual" abrange uma gama que geralmente inclui atividades que requerem contato físico, como coito, sexo sem penetração, sexo oral, entre outros, com o ou a cliente. O requisito de contato físico também aumenta o risco de transmissão de infecções ou doenças. Muitas vezes, a prostituição é referida como serviços sexuais, sexo por negócio ou sexo por dinheiro, e por vezes de forma eufemística (e incorretamente) como "a profissão mais antiga do mundo". Predominantemente praticada por mulheres (chamadas "prostitutas") e meninas (prostituição infantil), os clientes são majoritariamente homens. A prostituição masculina (de indivíduos do sexo masculino) também existe e seus clientes são em sua maioria homens, embora haja também mulheres como clientes. Está sendo bastante comum também haver a prostituição de travestis, em que os clientes são majoritariamente homens.
A prostituição se manifesta de diversas formas e faz parte da indústria do sexo, juntamente com a pornografia, o striptease e a dança erótica. Tradicionalmente, a prostituição tem sido exercida em locais destinados para esse fim, conhecidos como "bordeles" ou "prostíbulos", geridos por um cafetão, onde há prostitutas e quartos privados para a prática da prostituição. Também ocorre em calçadas de ruas urbanas e laterais de estradas industriais, bem como em bares, discotecas, hoteles e domicílios, sendo esta última forma típica da prostituição que envolve as chamadas "garotas de companhia" ou "escorts".
Estima-se que existam cerca de 42 milhões de pessoas em situação de prostituição mundialmente, com dados escassos em regiões como Ásia Central, Oriente Médio e África em geral, áreas estas entre os principais destinos de turismo sexual. A prostituição é estimada a gerar receitas anuais de mais de 100 bilhões de dólares globalmente.
A situação legal da prostituição varia consideravelmente de país para país (e, por vezes, de região para região dentro do mesmo país), indo desde ser considerada um crime grave ou menor, até ser vista como uma profissão regulada ou não regulada. Alguns enxergam a prostituição como uma forma de exploração ou de violência contra mulheres e crianças, contribuindo para o fornecimento constante de vítimas para a 

trata de pessoas. Em alguns países, a prostituição e a operação de bordéis são legais e regulamentados (por exemplo, Países Baixos ou Alemanha). O grau de regulamentação varia amplamente de um país para outro. A maioria desses países permite bordéis, pelo menos teoricamente, pois são considerados menos problemáticos que a prostituição de rua. Em outros, a prostituição não é ilegal, mas o proxenetismo é. Alguns países nórdicos (Suécia, Noruega e Islândia) adotaram um modelo em que solicitar ou pagar por serviços sexuais é um crime (ou seja, o cliente é quem comete o delito), mas vender sexo não é.
A imagem da prostituta está frequentemente associada à do cafetão, uma pessoa que induz à prostituição obtendo um benefício econômico com isso ("rufião", no espanhol dos tempos de Cervantes). Os cafetões obtêm uma parte dos lucros das prostitutas. Essa relação pode ser de mútuo acordo, em troca de um serviço de mediação ou proteção, ou pode ocorrer por meio de extorsão, violência física ou sequestro. A prostituição forçada está incluída no comércio ilegal de pessoas conhecido como tráfico de pessoas.
Um estudo destacou que 75% das mulheres na prostituição sofreram abusos durante a infância, levando-as a recorrer a esta prática como meio de sobrevivência e, frequentemente, a desenvolver dependências. A prostituição, distante de ser vista como um emprego convencional, viola princípios de dignidade e segurança no trabalho, expondo as pessoas a riscos graves para sua saúde e bem-estar. A legalização e a despenalização foram criticadas por facilitarem a exploração em massa, enquanto estudos revelam sérias consequências psicológicas e de saúde, como o TEPT, para aqueles que a deixam.

## História

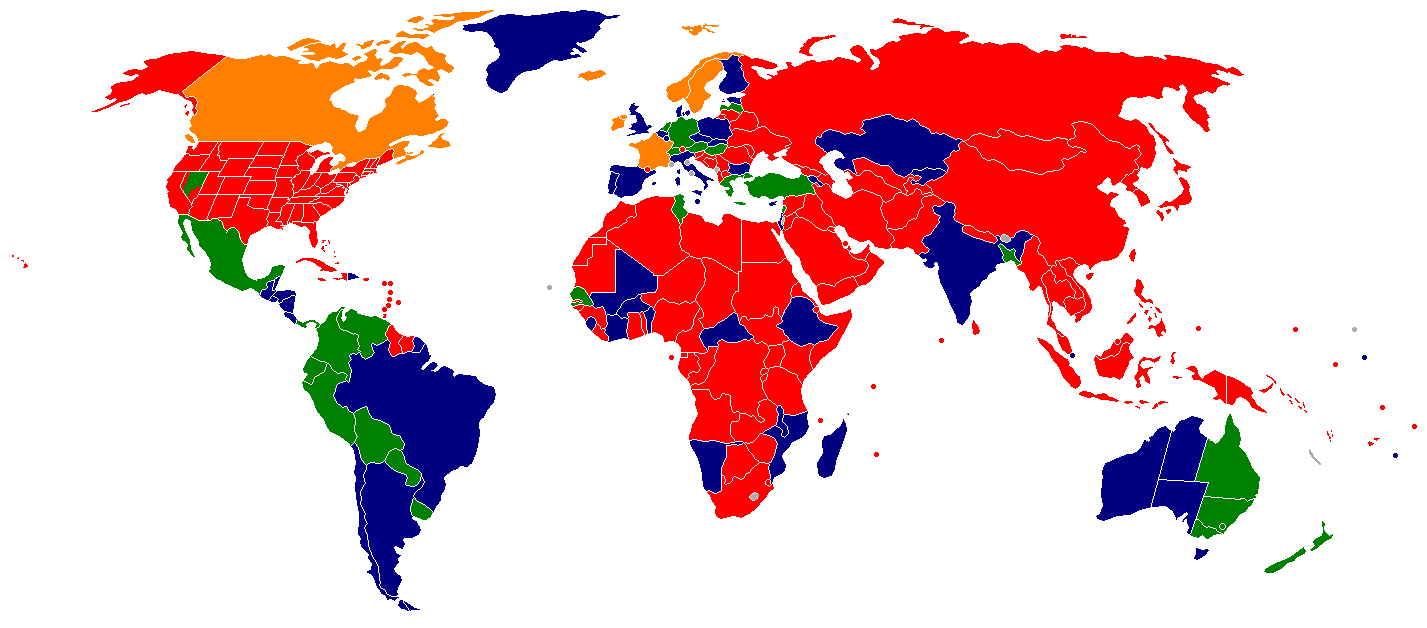
Prostituição legal e regulamentada
Prostituição (troca de sexo por dinheiro) legal, mas as atividades organizadas, tais como prostíbulos e lenocínio são ilegais, a prostituição não é regulamentada
Prostituição (troca de sexo por dinheiro) legal, porém é ilegal a compra de sexo e envolvimento de terceiros (ou seja o cliente é criminoso, não o gigolô e a prostituta)
Prostituição ilegal
Sem dados

Apesar de fortemente disseminada no senso comum, a ideia de que a prostituição seja a profissão mais antiga do mundo não encontra qualquer fundamento histórico ou antropológico, visto que os mais antigos registros de atividades humanas revelam as mais variadas especializações como agricultura e caça, mas raramente revelam indícios de prostituição, que normalmente exige um contexto social posterior.
Posteriormente, ainda na Antiguidade, em muitas civilizações já desenvolvidas, a prostituição era praticada por meninas como uma espécie de ritual de iniciação quando atingiam a puberdade.
No Egito antigo, na região da Mesopotâmia e na Grécia, via-se que a prática tinha uma ritualização. As prostitutas, consideradas grandes sacerdotisas (portanto sagradas), recebiam honras de verdadeiras divindades e presentes em troca de favores sexuais.

### Grécia e Roma

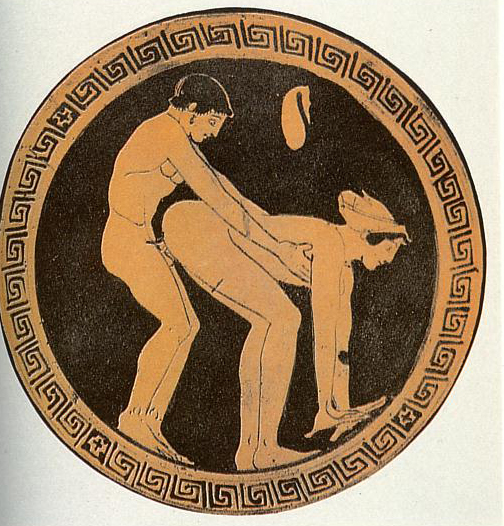
Cliente e uma prostituta (o saco de dinheiro está pendurando na parede) 480–470 a.C., depositado em coleção particular em Munique.

Mais adiante, na época em que a Grécia e Roma polarizaram o domínio cultural, as prostitutas eram admiradas, porém tinham que pagar pesados impostos ao Estado para praticarem sua profissão; deveriam também utilizar vestimentas que as identificassem, pois caso contrário eram severamente punidas.
Na Grécia antiga, existia um grupo de cortesãs, chamadas de heteras, que frequentavam as reuniões dos grandes intelectuais da época. Eram muito ricas, belas, cultas e consideradas de extrema refinação; exerciam grande poder político e eram extremamente respeitadas. Na Grécia a prostituição não era considerada uma profissão desonrosa, inclusive as mais notáveis personagens frequentavam as mulheres do mundo. Nota-se até mesmo que Sócrates cortejava muitas destas mulheres. Do seu tempo a mais civilizada e berço das ciências, a história desta nação enumera algumas destas mulheres, como são exemplo Helena pela guerra de Troia; Lais, uma poetiza, música e filosofa que muito custou a Demostones.

### Israel
A prostituição era severamente reprimida dentro da cultura judaica. Segundo a lei mosaica, as prostitutas poderiam ser sujeitas a penas severas até com a morte. No entanto, verifica-se que na prática houve situações de tolerância, como se vê na história de Raabe contada no livro de Josué durante a conquista de Jericó.

### Cristianismo e Idade média
Durante a Idade Média houve a tentativa massiva de eliminar a prostituição, impulsionada em parte pela moral cristã mas também no grande surto de DSTs. Em contrapartida, havia o culto ao casamento cortês, onde a política e a economia sobrepujavam aos sentimentos. Em muitas Cortes, o poder das prostitutas era muito grande: muitas tinham conhecimento de questões do Estado, tanto que a prostituição passou a ser regulamentada.
Quando houve a Reforma religiosa no século XVI, o puritanismo começou a influir de forma significativa na política e nos costumes. Somada a este evento, como já mencionado, aconteceu uma grande epidemia de infeções sexualmente transmissíveis (IST). A Igreja Católica enfrentou frontalmente o problema da prostituição, lançando mão de recursos teológicos (dogmas, tradição e textos Bíblicos). Com a ação da Igreja Católica e das igrejas protestantes que surgiam a prostituição foi relegada a uma posição de clandestinidade, apesar da persistência de algumas cortesãs nas cortes Europeias e de suas colônias.

### Revolução Industrial

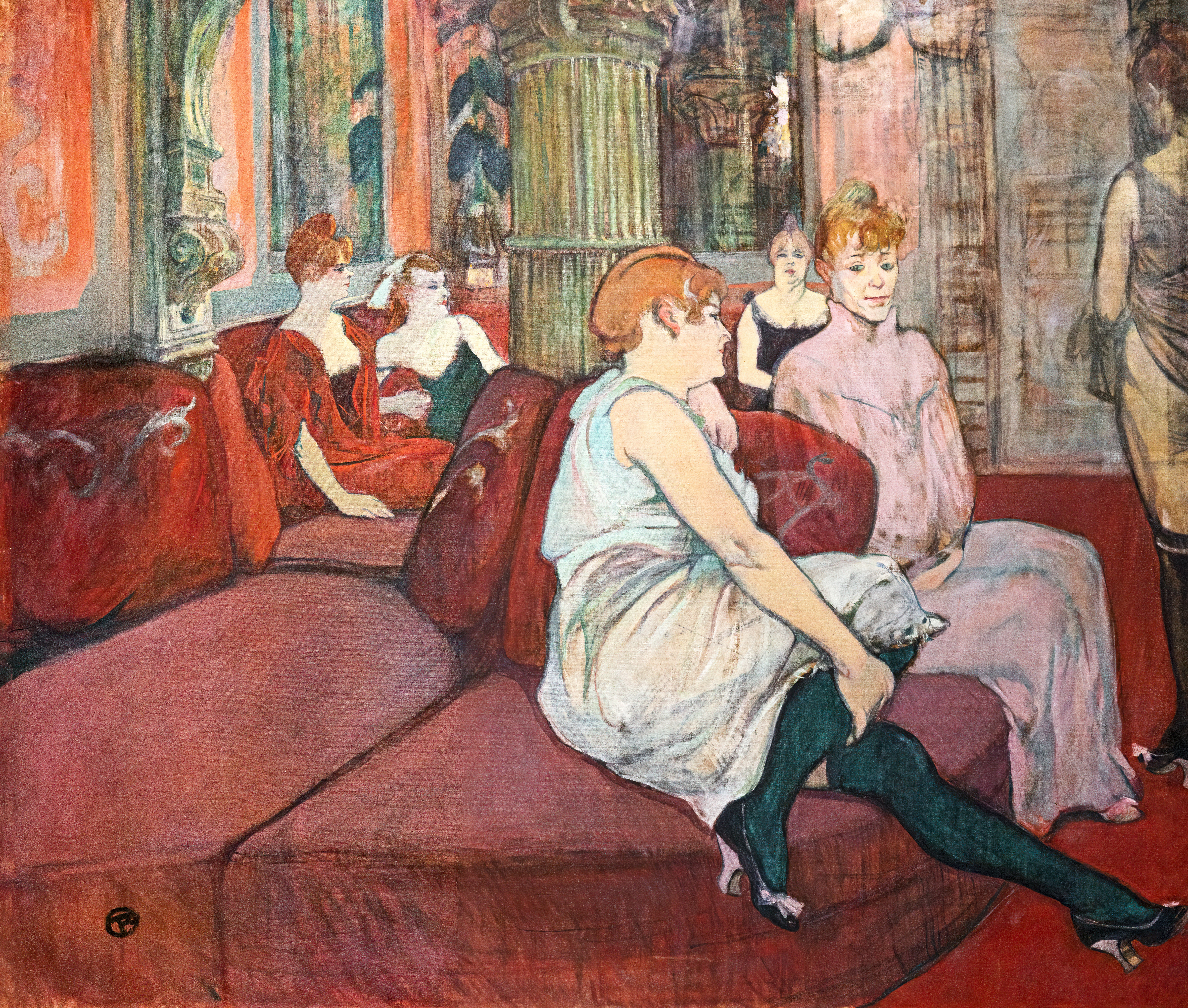
Interior do Moulin Rouge, pintura de Henri de Toulouse-Lautrec.

Com o advento da Revolução Industrial, houve um crescimento na prostituição. As mulheres de então passaram a somar à força de trabalho, e como as condições eram desumanas, muitas passaram a prostituir-se em troca de favores dos patrões e capatazes, expandindo novamente a prostituição e o tráfico de mulheres. Somente em 1899 aconteceram as primeiras iniciativas para acabar com a escravidão e exploração sexual de mulheres e meninas. Vinte e dois anos mais tarde, a Liga das Nações mobilizou-se para tentar erradicar o tráfico para fins sexuais de mulheres e crianças.

### Século XX

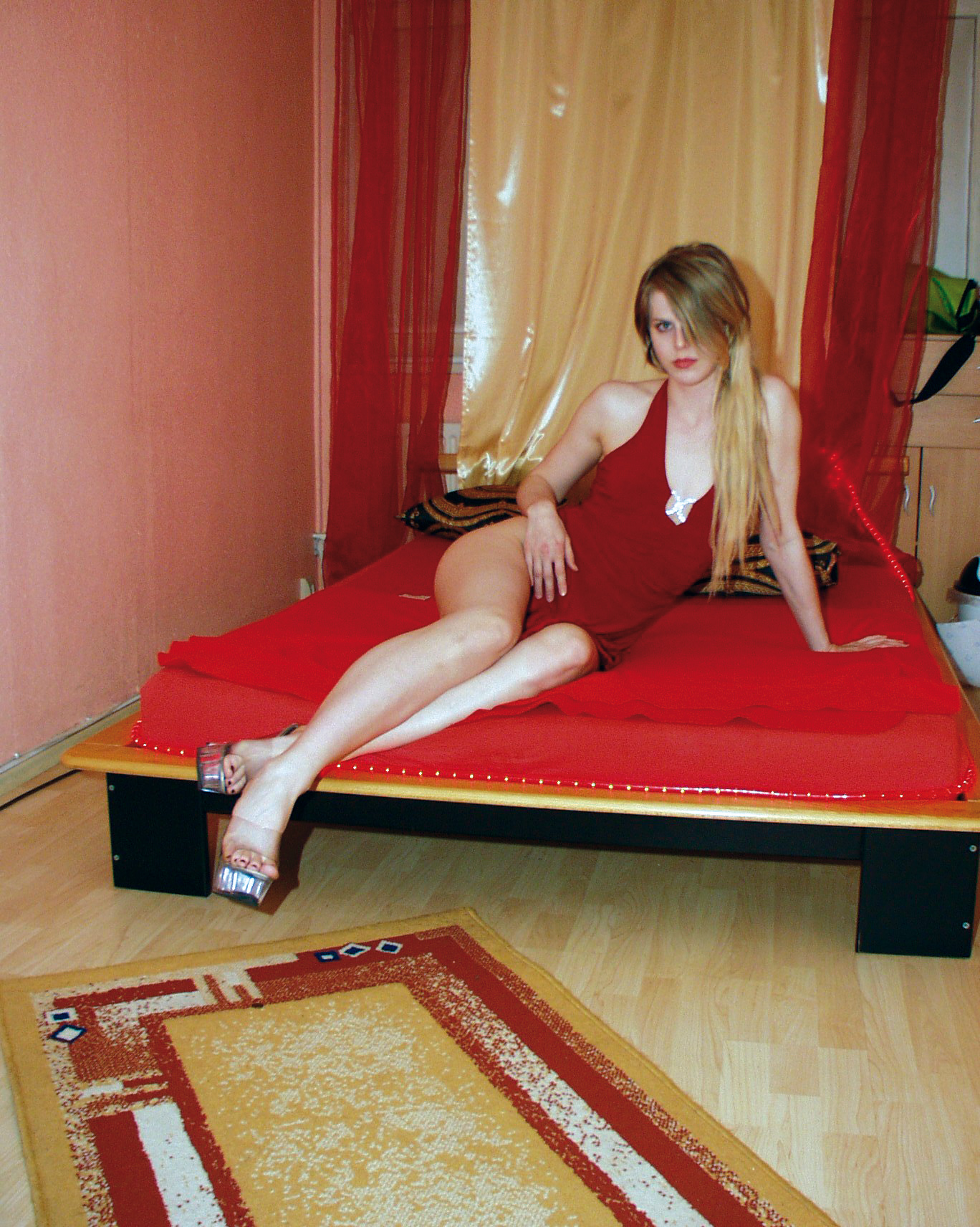
Prostituta do século XX

A ONU, em 1949, denunciou e tentou tomar medidas para o controle da prostituição no mundo. Desde o início do século XX, os países ocidentais tomaram medidas visando a retirar a prostituição da atividade criminosa onde se tinha inserido no século anterior, quando a exploração sexual passou a ser executada por grandes grupos do crime organizado; portanto, havia a necessidade de desvincular prostituição propriamente dita de crime, de forma a minimizar e diminuir o lucro dos criminosos. Dessa forma as prostitutas passaram a ser somente perseguidas pelos órgãos de repressão se incitassem ou fomentassem a atividade publicamente.
Com a disseminação de medidas profiláticas e de higiene e o uso de antibióticos, o controle da propagação de infeções sexualmente transmissíveis e outras enfermidades correlatas à prostituição parecia próximo até meados da década de 1980 no século XX, porém, a AIDS tornou a prostituição uma prática potencialmente fatal para prostitutas e clientes, havendo no início da enfermidade uma verdadeira epidemia.

## Pagamentos e os salários
Salários e pagamentos de prostitutas oscilam de acordo com as condições econômicas de seus respectivos países. Prostitutas que  têm clientes estrangeiros, como visitantes a negócios, dependem de boas condições econômicas externas. O pagamento pode variar de acordo com a regulamentação adotada por parte dos detentores de bordéis, cafetinas, e adquirentes, que geralmente levam uma parte da renda de uma prostituta. Os preços também podem depender da demanda; prostitutas populares de alto nível podem ganhar quantias significativas de dinheiro (mais de US$ 5 000 por cliente). Virgens também recebem pagamentos mais elevados com algumas quantias subindo para 780 000 dólares.

## Leis

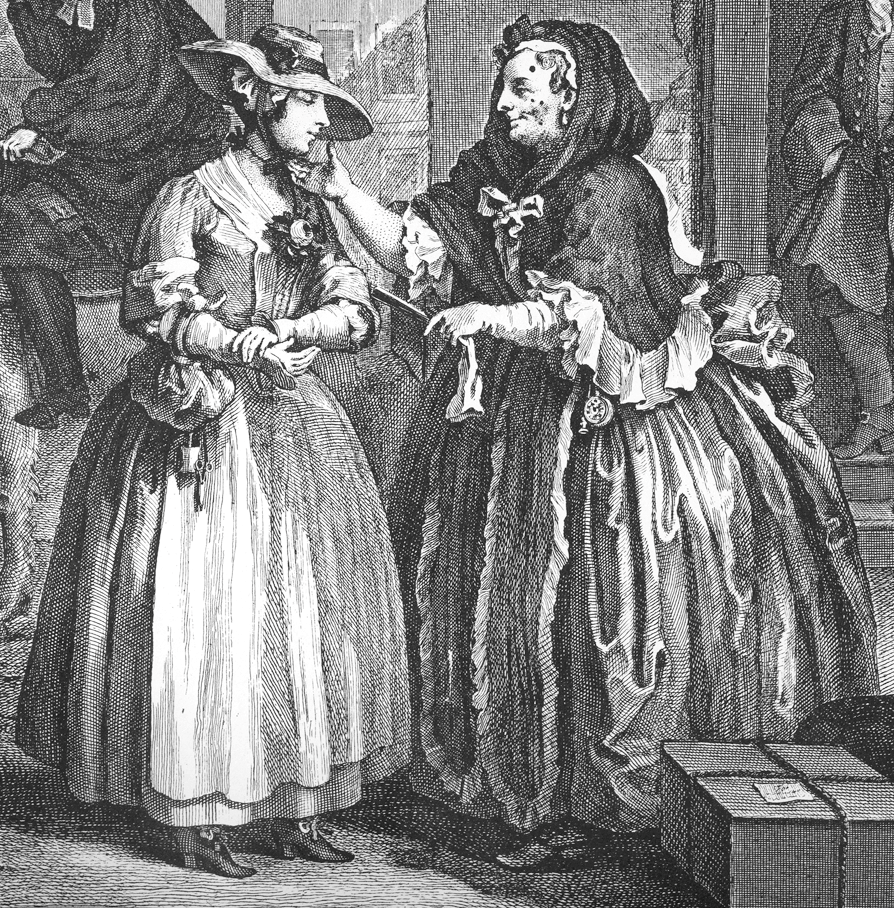
Um detalhe da placa 1 de The Harlot's Progress de William Hogarth (1697–1764), mostrando a cafetina Elizabeth Needham, à direita, procurando uma jovem que acaba de chegar em Londres

Legalização – prostituição legal e regulamentada
Descriminalização – sem penalidades criminais para a prostituição
Abolicionismo – a prostituição é legal, mas atividades organizadas como bordéis e cafetinagem são ilegais; a prostituição não é regulamentada
Neo-abolicionismo – ilegal comprar sexo e proibição de envolvimento de terceiros, mas vender sexo é legal
Proibição – prostituição ilegal
A legalidade varia conforme as leis locais

A posição da prostituição e da lei varia amplamente no mundo, refletindo opiniões divergentes sobre vitimização e exploração, desigualdade, papéis de gênero, igualdade de gênero, ética e moralidade, liberdade de escolha, normas sociais históricas e custos e benefícios sociais.
Temas jurídicos tendem a abordar quatro questões: vitimização (inclusive a potencial), ética e moralidade, liberdade de escolha e o benefício ou prejuízo geral para a sociedade (incluindo danos decorrentes indiretamente de questões ligadas à prostituição).
A prostituição pode ser vista como uma forma de exploração (por exemplo, na Suécia, Noruega e Islândia, onde é ilegal comprar serviços sexuais, mas não vendê-los – o cliente comete um crime, mas a prostituta não), como uma ocupação legítima (por exemplo, na Holanda e na Alemanha, onde a prostituição é regulamentada como profissão) ou como um crime (por exemplo, em muitos países muçulmanos, onde as prostitutas sofrem penas severas).
O status legal da prostituição varia de país para país, podendo ser legal e considerada uma profissão ou ser punida com a pena de morte. Algumas jurisdições proíbem o ato de prostituir-se (a troca de serviços sexuais por dinheiro); outros países não proíbem a prostituição em si, mas banem atividades tipicamente associadas a ela (solicitação em locais públicos, operação de bordéis, cafetinagem etc.), dificultando o exercício da prostituição sem infringir a lei; e, em alguns poucos países, a prostituição é legal e regulamentada.

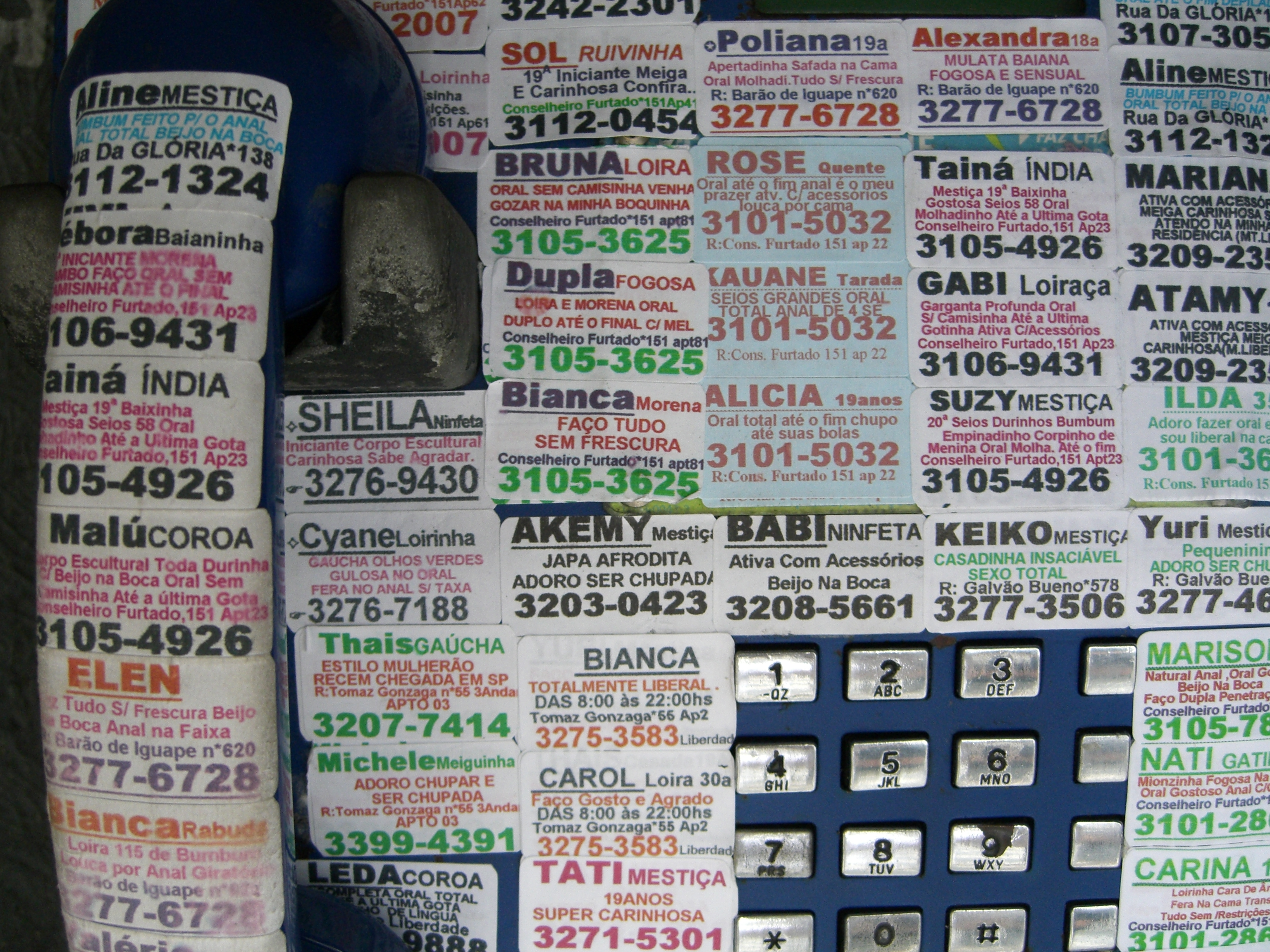
Adesivos fixados em um telefone público em São Paulo, 2006

Em alguns países há controvérsias sobre as leis aplicáveis ao trabalho sexual. Por exemplo, a posição legal de punir a cafetinagem enquanto se mantém o trabalho sexual legal, porém "subterrâneo" e arriscado, é frequentemente denunciada como hipócrita; os opositores sugerem adotar ou a abolição completa, criminalizando os clientes, ou transformar o trabalho sexual em um negócio regulamentado.
Outros grupos, muitas vezes com raízes religiosas, focam em oferecer às mulheres uma saída do mundo da prostituição, sem se posicionar na questão legal.
A prostituição é um tema importante no pensamento e ativismo feminista. Muitas feministas se opõem à prostituição, que consideram uma forma de exploração das mulheres e de dominação masculina, além de ser resultado da ordem social patriarcal vigente. Essas feministas afirmam que a prostituição tem efeito muito negativo, tanto para as próprias prostitutas quanto para a sociedade em geral, por reforçar visões estereotipadas das mulheres, vistas como objetos sexuais passíveis de uso e abuso pelos homens. Outras feministas defendem que a prostituição pode ser uma escolha válida para as mulheres que optam por ela; nessa perspectiva, é necessário diferenciar a prostituição da prostituição forçada, e as feministas devem apoiar o ativismo dos trabalhadores do sexo contra abusos tanto da indústria do sexo quanto do sistema legal.

### Descriminalização
A descriminalização vê a prostituição como um trabalho como qualquer outro e defende que os estabelecimentos da indústria do sexo não devem estar sujeitos a regulamentações ou leis especiais. Essa é a situação atual na Nova Zelândia; as leis contra a operação de bordéis, a cafetinagem e a prostituição de rua foram revogadas, mas a prostituição é quase não regulamentada. Os defensores dessa visão frequentemente citam exemplos de regulamentação governamental sob a legalização que consideram invasivos, humilhantes ou violentos, mas afirmam que a criminalização afeta negativamente os trabalhadores do sexo. Amnesty International é um dos grupos que defende a descriminalização da prostituição.

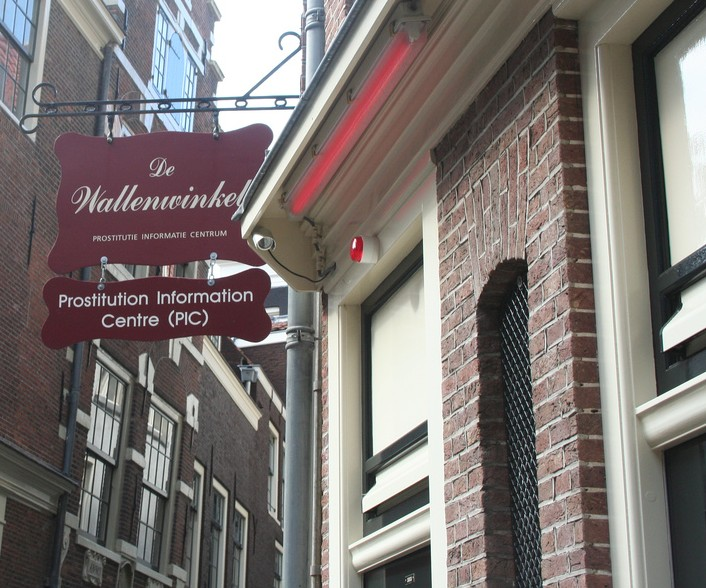
Centro de Informação sobre Prostituição em Amsterdã

Muitos países contam com grupos de defesa dos trabalhadores do sexo que fazem lobby contra a criminalização e a discriminação das prostitutas. Esses grupos geralmente se opõem à regulamentação e fiscalização ao estilo de Nevada, defendendo que a prostituição deve ser tratada como qualquer outra profissão. Nos Estados Unidos, um desses grupos é o COYOTE (abreviação de "Call Off Your Old Tired Ethics") e outro é a Força-Tarefa Norte-Americana sobre Prostituição. Na Austrália, a principal organização de direitos dos trabalhadores do sexo é a Scarlet Alliance. Organizações internacionais de direitos dos trabalhadores do sexo incluem o International Committee for Prostitutes' Rights e a Rede de Projetos de Trabalho Sexual.

### Legalização
Alguns defendem que a prostituição deve ser legalizada e regulamentada: pode ser considerada um negócio legítimo; a prostituição e o emprego de prostitutas são legais, mas regulamentados. Essa é a situação atual na Holanda, na Alemanha, na maior parte da Austrália e em partes de Nevada (veja Prostitution in Nevada). O grau de regulamentação varia bastante; por exemplo, na Holanda, as prostitutas não precisam se submeter a exames de saúde obrigatórios (veja Prostitution in the Netherlands), enquanto em Nevada as regras são muito rígidas (veja Prostitution in Nevada). Como a prostituição é considerada criminosa em muitas jurisdições, suas receitas substanciais não contribuem para a arrecadação tributária do Estado, e seus trabalhadores não passam por exames rotineiros para infecções sexualmente transmissíveis, o que é perigoso em culturas que favorecem o sexo sem proteção e gera gastos significativos nos serviços de saúde. De acordo com o relatório de 1992 Estimates of the Cost of Crime in Australia, houve uma "estimativa de perda de $96 milhões em receita tributária devido a ganhos não declarados da prostituição".

### Abolicionismo
No abolicionismo, a prostituição em si não é proibida, mas a maioria das atividades associadas a ela é ilegal, numa tentativa de dificultar seu exercício; a prostituição é fortemente desencorajada e vista como um problema social. A prostituição (a troca de serviços sexuais por dinheiro) é legal, mas atividades como solicitação em público, operação de um bordel e outras formas de cafetinagem são proibidas. Essa é, em certa medida, a situação atual na Grã-Bretanha, onde a prostituição é considerada "tanto um incômodo público quanto um delito sexual", e também na Itália, entre outros.

### Neo-abolicionismo
O neo-abolicionismo vê a prostituição como inerentemente abusiva e uma forma de violência contra as mulheres. As prostitutas não são processadas, mas seus clientes e cafetinas são. Em 1999, após lobby de uma coalizão de feministas e cristãos, a Suécia criminalizou a compra – e não a venda – de sexo, e o neo-abolicionismo passou a ser conhecido como o "modelo nórdico". Desde então, tornou-se lei na França, Noruega e Islândia (na Noruega a lei é ainda mais rígida, proibindo inclusive relações sexuais com uma prostituta no exterior). O Exxpose, um grupo holandês liderado por estudantes evangélicos, reuniu 40.000 assinaturas para uma petição visando que o parlamento holandês adotasse o modelo sueco, mas não obteve sucesso. Os defensores afirmam que legalizar e regulamentar a prostituição cria uma indústria paralela de prostituição ilegal e não consegue dissociar a parte legal do comércio sexual do crime.
Em 1949, a Assembleia Geral da ONU adotou uma convenção afirmando que "a prostituição e o mal que a acompanha, o tráfico de pessoas para fins de prostituição, são incompatíveis com a dignidade e o valor da pessoa humana", exigindo que todas as nações signatárias punam cafetinas e proprietários e operadores de bordéis e abolem todo tratamento especial ou registro de prostitutas. Em janeiro de 2009, a convenção havia sido ratificada por 95 países, entre eles França, Espanha, Itália e Dinamarca, e não ratificada por outros 97, incluindo Alemanha, Holanda, Reino Unido e Estados Unidos.
Em fevereiro de 2014, os membros do Parlamento Europeu votaram, em uma resolução não vinculativa (aprovada por 343 votos contra 139, com 105 abstenções), a favor do "modelo sueco" de criminalizar a compra, mas não a venda, de sexo.

### Proibição
Na proibição, tanto as prostitutas quanto os clientes são criminalizados e vistos como imorais, sendo considerados criminosos. Essa é a postura predominante em quase todos os Estados Unidos, com poucas exceções em alguns condados rurais de Nevada.
Quando ilegal, a prostituição é frequentemente usada em extorsão e chantagem, onde o extorsionário ameaça revelar informações sobre uma vítima ou seus familiares que possam ser embaraçosas, prejudiciais socialmente ou incriminadoras, a menos que uma exigência de dinheiro, bens ou serviços seja atendida. A pessoa visada pode ser manipulada ou solicitar voluntariamente o uso da prostituição, que depois é utilizada para extorquir dinheiro ou obter lucro. O filme The Godfather Part II retrata de forma famosa o papel do senador Geary, implicado no uso da prostituição para obter sua colaboração em questões políticas.

## Sexo de sobrevivência
O sexo de sobrevivência ocorre quando a prostituta é levada à prostituição pela necessidade de suprir necessidades básicas, como alimentação ou abrigo.

### Dependentes químicos
A dependência de drogas está associada a uma maior probabilidade de envolvimento no trabalho sexual de sobrevivência.

### Sem-teto
Pesquisadores estimam que, entre os jovens em situação de rua na América do Norte, um em cada três já se envolveu em sexo de sobrevivência. Em um estudo com jovens sem-teto em Los Angeles, cerca de um terço das mulheres e metade dos homens afirmaram ter se envolvido nesse tipo de atividade.

### Refugiados
O sexo de sobrevivência é comum em campos de refugiados. Em campos de deslocados internos no norte de Uganda, onde 1,4 milhão de civis foram forçados a abandonar suas casas pelo conflito entre as forças do governo ugandense e o grupo militante Exército de Resistência do Senhor, a Human Rights Watch relatou em 2005 que mulheres e meninas deslocadas se envolviam em sexo de sobrevivência com outros residentes do campo, com pessoal de defesa local e com soldados do governo.

### Imigrantes ilegais
Um problema enfrentado por prostitutas migrantes em muitos países desenvolvidos é o status ilegal de residência de algumas dessas mulheres. Elas correm o risco de serem deportadas e, por isso, não têm acesso à proteção legal. Isso aumenta o receio de denunciar a violência que possam sofrer, devido ao medo de serem deportadas e de retaliação por traficantes de seres humanos.
A situação migratória das pessoas que vendem serviços sexuais é – especialmente na Europa Ocidental – um tema político controverso e amplamente debatido. Atualmente, na maioria desses países, a maioria das prostitutas é imigrante, principalmente oriunda da Europa Oriental e Central; na Espanha e na Itália, estima-se que 90% das prostitutas sejam migrantes, na Áustria 78%, na Suíça 75%, na Grécia 73% e na Noruega 70% (segundo um relatório TAMPEP de 2009, Sex Work in Europe-A mapping of the prostitution scene in 25 European countries).
Um artigo do Le Monde diplomatique de 1997 afirmou que 80% das prostitutas em Amsterdã eram estrangeiras e 70% não possuíam documentos de imigração.

### Prostitutas de casta

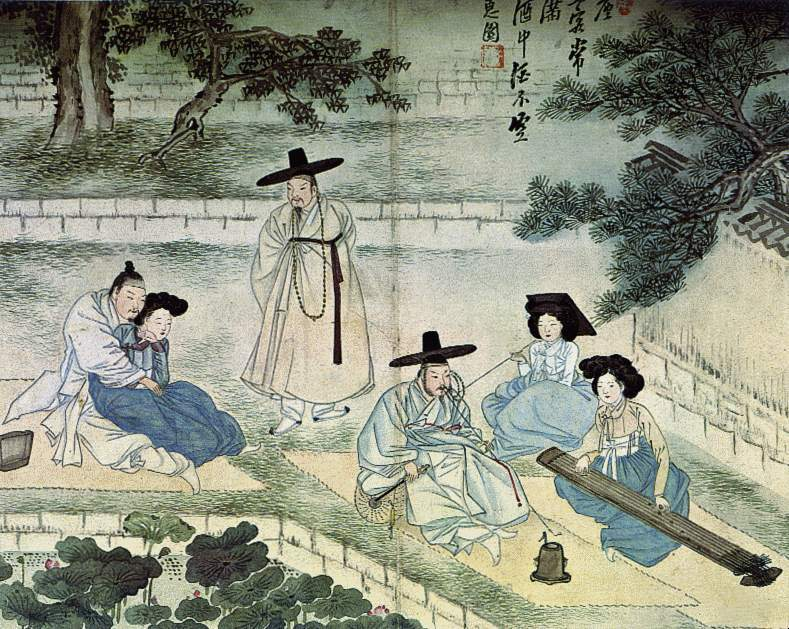
Mulheres Kisaeng de famílias de casta baixa ou escravas.

As castas são classes sociais hereditárias que frequentemente surgem em torno de determinadas profissões. Castas inferiores estão associadas a ocupações consideradas "impuras", o que frequentemente inclui a prostituição. Na Coreia pré-moderna, algumas mulheres da casta inferior Cheonmin, conhecidas como Kisaeng, eram treinadas para oferecer entretenimento, conversa e serviços sexuais a homens da alta sociedade.
Na Ásia do Sul, castas associadas à prostituição atualmente incluem os Bedia, a casta Perna, os Banchhada, a casta Nat e, no Nepal, o povo Badi.

### Idosas
A prostituição entre as idosas é um fenômeno relatado na Coreia do Sul, onde mulheres idosas, chamadas de Bacchus Ladies, recorrem à prostituição por necessidade. Esse nome se deve ao fato de muitas também venderem a popular bebida energética Bacchus para complementar a renda. As pensões estatais de aproximadamente ₩200 000 (US$168) oferecem uma renda básica, mas frequentemente não são suficientes para cobrir as despesas médicas crescentes na velhice. Esse fenômeno surgiu após a crise financeira asiática de 1997, quando se tornou mais difícil para filhos e netos sustentarem os idosos. Os clientes tendem a ser mais velhos. O uso de injeções para indução de ereção com seringas reutilizadas contribuiu para a disseminação de infecções sexualmente transmissíveis.

## Problemas de saúde
De Marneffe (2009) argumentou que existem questões psicológicas que as prostitutas enfrentam devido a certas experiências e à repetição ou duração dessas vivências. Algumas passam por situações que podem resultar em "sentimentos duradouros de inutilidade, vergonha e auto-ódio". O autor afirmou ainda que isso pode afetar a capacidade da prostituta de realizar atos sexuais com o objetivo de construir um relacionamento íntimo de confiança, algo importante para seu parceiro. A falta de um relacionamento saudável pode levar a taxas mais elevadas de divórcio e influenciar relações disfuncionais com os filhos, impactando os relacionamentos futuros.
A implicação da saúde na prostituição abrange uma ampla gama de considerações, desde as estatísticas que indicam uma alta prevalência de abuso físico e sexual na infância entre as pessoas que exercem a prostituição, até as complexidades que envolvem a legalização e a descriminalização desta atividade. Um estudo nacional revelou que 75% das mulheres envolvidas na prostituição tinham sido vítimas de incesto e/ou abuso físico durante a infância, o que frequentemente as leva a fugir de casa e recorrer à prostituição como meio de sobrevivência. Além disso, foi constatado que uma grande proporção dessas pessoas desenvolve vícios em drogas ou álcool, o que aprofunda sua dependência da prostituição para financiar seus hábitos.
A prostituição, muitas vezes mal interpretada ou romantizada por certos setores da sociedade, apresenta uma realidade complexa e adversa que contradiz a noção de ser um trabalho sexual convencional ou uma forma legítima de emprego. Esta prática vulnera princípios fundamentais definidos pela Organização Internacional do Trabalho (OIT), tais como a dignidade, a igualdade, um rendimento justo e condições de trabalho seguras. As pessoas na prostituição enfrentam riscos significativos para sua saúde e bem-estar, sendo expostas a condições que, em qualquer outro contexto laboral, seriam inaceitáveis e até consideradas violatórias dos direitos humanos. A representação midiática e as narrativas glamorizadas da prostituição frequentemente ocultam a realidade da exploração, da coerção e do trauma inerentes a esta atividade. Exemplos específicos, como os "bordéis de tarifa plana" na Alemanha, ilustram as consequências sociais negativas e a extrema exploração resultante de políticas de legalização ou descriminalização da prostituição. Essas políticas, longe de protegerem as pessoas envolvidas, facilitaram um ambiente onde a exploração ocorre em uma escala massiva e desumanizante.
O debate sobre a prostituição e sua consideração como trabalho sexual legítimo é complexo, envolvendo perspectivas divergentes que vão desde o ativismo pela descriminalização até críticas sobre a natureza intrinsecamente prejudicial da prática. A discussão é enriquecida por argumentos teóricos e acadêmicos que muitas vezes não refletem a dura realidade daqueles diretamente afetados pela prostituição.Um estudo publicado no Yonsei Medical Journal em 2008 examinou os sintomas do transtorno de estresse pós-traumático (TEPT) e outros problemas de saúde mental em mulheres que haviam abandonado a prostituição, comparando-as com ativistas de apoio em abrigos e um grupo de controle. Os resultados mostraram que as ex-prostitutas experimentavam níveis significativamente maiores de resposta ao estresse, somatização, depressão, problemas de sono, tabagismo, alcoolismo e sintomas de TEPT em comparação com os outros grupos. Os ativistas de apoio também apresentavam mais sintomas de TEPT e problemas de tensão, sono e tabagismo do que os sujeitos de controle. A ideação suicida, baixa autoestima, auto-ódio e dissociação são também consequências notáveis da violência, da exploração e do abuso psicológico experimentados no contexto da prostituição. Este estudo destaca a necessidade de abordar as sequelas psicológicas da prostituição e ressalta a importância de proteger os trabalhadores de campo dos efeitos do trauma vicário.
Como as prostitutas e os prostitutos mantêm habitualmente relações com um elevado número de clientes, a prostituição está associada à dispersão de infecções sexualmente transmissíveis. Entre estas, o HIV é atualmente a que apresenta maior risco. Esta doença está consideravelmente mais presente entre os homens e as mulheres transexuais que exercem a prostituição.
A maioria das prostitutas são vítimas de agressões físicas ou estupros. Além disso, a essa violência está associado o desenvolvimento de transtorno de estresse pós-traumático e abuso de drogas.
Liane Bissinger, ginecologista com prática privada em Munique, compartilhou sua experiência de trabalho no "Zentrale Beratungsstelle für Sexuell Übertragbare Erkrankungen" (Centro de aconselhamento central para infecções sexualmente transmissíveis) de Hamburgo entre 1996 e 2000, antes da implementação da Lei da Prostituição (2002) e da Lei de Proteção das Prostitutas (2017). Ao longo de seu relatório, Bissinger destaca que, apesar dos avanços legislativos, os danos físicos e psicológicos sofridos pelas mulheres na prostituição permanecem inalterados. O trabalho do centro focava na proteção dos homens contra as ISTs, relegando a segundo plano o bem-estar das prostitutas. Bissinger documentou diagnósticos regulares de gonorreia, clamídia, tricomoníase, verrugas genitais, sífilis, hepatite e HIV, assim como danos físicos significativos incluindo lacerações, lesões, infecções, e enfraquecimento do assoalho pélvico. Também enfrentavam gravidezes indesejadas, problemas com contracepção, e um entorno intestinal destruído. Bissinger conclui enfatizando que apenas a abolição deste sistema de exploração pode ser a solução para esses problemas endêmicos na prostituição.

### Situação médica
Em alguns lugares, a prostituição pode estar associada à disseminação de infecções sexualmente transmissíveis (ISTs). A ausência de uso de preservativos entre prostitutas e seus clientes tem sido apontada como fator na propagação do HIV na Ásia: "Uma das principais razões para a rápida disseminação do HIV em países asiáticos é a transmissão massiva entre trabalhadores do sexo e clientes". Como resultado, campanhas de prevenção que visam aumentar o uso de preservativos entre os trabalhadores do sexo têm desempenhado um papel crucial na limitação da propagação do HIV.
Uma das fontes da disseminação do HIV na África é a prostituição, com um estudo constatando que encontros com prostitutas foram responsáveis por 84% das novas infecções por HIV em homens adultos em Accra, Gana. A disseminação do HIV de áreas urbanas para rurais na África tem sido atribuída à mobilidade de agricultores que visitam trabalhadores do sexo nas cidades, como na Etiópia. Estudos sobre a prostituição em centros urbanos de países em desenvolvimento, como o Quênia, afirmam que a prostituição funciona como um reservatório de ISTs na população em geral.

## Prostituição forçada

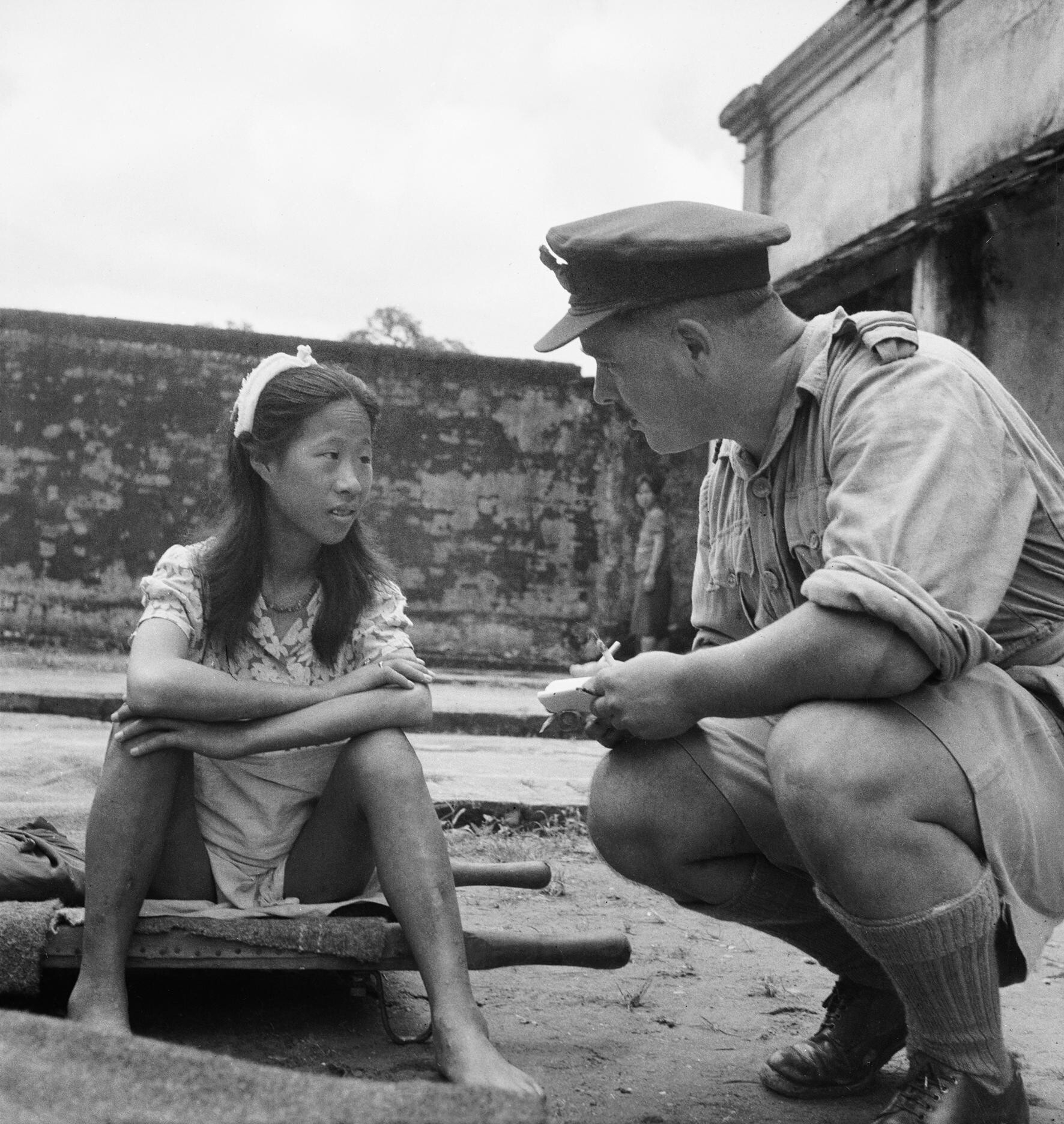
Uma garota chinesa libertada, que havia sido forçada à escravidão sexual pelo exército japonês, senta-se em uma maca e conversa com um oficial da Royal Air Force.

O tráfico sexual é definido como o uso de coerção ou força para levar uma pessoa que não consente à prostituição ou a outra forma de exploração sexual. Em 2009, as Nações Unidas afirmaram que o tráfico sexual é a forma de tráfico de pessoas mais comumente identificada e estimaram que cerca de 79% dos casos relatados de tráfico de pessoas estão relacionados à prostituição (embora o estudo observe que isso pode ser resultado de viés estatístico e que o tráfico sexual tende a receber maior atenção e ser o mais visível). Kul Gautum, diretor executivo adjunto da UNICEF, descreveu o tráfico sexual como "o maior comércio de escravos da história." É também a indústria criminosa que mais cresce, com previsão de ultrapassar o tráfico de drogas. Embora o número de pessoas envolvidas na escravidão hoje possa ser maior do que em qualquer outro período da história, a proporção dessa população é provavelmente a menor de todos os tempos. "Anualmente, de acordo com uma pesquisa patrocinada pelo governo dos EUA concluída em 2006, aproximadamente 800.000 pessoas são traficadas através das fronteiras nacionais, o que não inclui milhões traficadas dentro de seus próprios países. Aproximadamente 80 por cento das vítimas transnacionais são mulheres e meninas e até 50 por cento são menores", estimou o Departamento de Estado dos EUA em um estudo de 2008, referindo-se ao número de pessoas estimadas como vítimas de todas as formas de tráfico de seres humanos. Em parte devido à natureza ilegal e subterrânea do tráfico sexual, a extensão real do número de mulheres e crianças forçadas à prostituição é desconhecida. Uma análise estatística de diversas medidas de tráfico constatou que o status legal da prostituição não teve impacto significativo sobre o tráfico. Globalmente, o trabalho forçado gera cerca de US$ 31 bilhões, aproximadamente metade desse valor no mundo industrializado e cerca de um décimo nos países em transição, segundo a International Labour Organization (OIT) em um relatório sobre trabalho forçado ("A global alliance against forced labour", OIT, 11 de maio de 2005). O tráfico internacional de pessoas tem sido fortemente facilitado pelas tecnologias de comunicação. Os destinos mais comuns para as vítimas do tráfico de pessoas são a Tailândia, o Japão, Israel, Bélgica, Holanda, Alemanha, Itália, Turquia e os EUA, segundo um relatório do Escritório das Nações Unidas sobre Drogas e Crime. Principais fontes de pessoas traficadas incluem a Tailândia, China, Nigéria, Albânia, Bulgária, Bielorrússia, Moldávia e Ucrânia.
A legalização da compra de sexo está associada a maiores fluxos de tráfico de pessoas do que em países onde essa prática é proibida. O tipo de legalização, como permitir o envolvimento de terceiros (isto é, "cafetinagem"), não demonstrou fazer diferença no efeito sobre os fluxos de tráfico sexual.

### Uso de crianças
No que diz respeito à prostituição de crianças, aplicam-se tanto as leis sobre prostituição quanto aquelas relativas ao sexo com crianças. Se a prostituição, em geral, for legal, normalmente há um requisito de idade mínima para a prostituição legal que é superior à idade de consentimento geral (veja acima alguns exemplos). De acordo com Steinman (2002), no início dos anos 2000, vários desses países haviam aprovado leis contra a prostituição infantil, mas elas eram fracamente aplicadas, e os cafetões continuavam a lucrar com a exploração de menores na América Latina.
Crianças são vendidas no comércio sexual global a cada ano. Muitas vezes, elas são sequestradas ou ficam órfãs, e às vezes são vendidas por suas próprias famílias. Segundo a Organização Internacional do Trabalho, essa ocorrência é especialmente comum em locais como Tailândia, Filipinas, Sri Lanka, Vietnã, Camboja, Nepal e Índia.
Na Índia, a polícia federal afirma que cerca de 1,2 milhão de crianças estão envolvidas na prostituição. Uma declaração do Central Bureau of Investigation afirmou que estudos e pesquisas patrocinados pelo ministério de mulheres e desenvolvimento infantil estimaram que cerca de 40% de todas as prostitutas na Índia são crianças.
Crianças frequentemente recebem medicação para parecerem mais maduras. Em Bangladesh, sabe-se que prostitutas infantis fazem uso do medicamento Oradexon, também conhecido como dexamethasone. Este esteroide vendido sem receita, geralmente utilizado por agricultores para engordar gado, faz com que as prostitutas infantis pareçam maiores e mais velhas. Instituições de caridade afirmam que 90% das prostitutas nos bordéis legalizados do país usam o medicamento. Segundo ativistas sociais, o esteroide pode causar diabetes, hipertensão e é altamente viciante. Na Índia, algumas meninas são injetadas com oxytocin para que seus seios cresçam mais rapidamente.
O Health System Research Institute da Tailândia relatou que crianças na prostituição correspondem a 40% das prostitutas na Tailândia.
Alguns adultos viajam para outros países para ter acesso a sexo com crianças, o que não está disponível em seu país de origem. O Camboja tornou-se um destino notório para o sexo com crianças. A Tailândia também é um destino para o turismo sexual infantil. Vários países ocidentais têm recentemente promulgado leis com alcance extraterritorial, punindo cidadãos que se envolvem em relações sexuais com menores em outros países. Como o crime geralmente passa despercebido, essas leis raramente são aplicadas.

## Métodos de captação
Nos países onde a prostituição é legal, sua divulgação pode ser legal (como na Holanda) ou ilegal (como na Índia). A publicidade discreta da prostituição pode assumir diversas formas:
- por meio de cartões em vitrines de bancas de jornal;
- por meio de cartões colocados em caixas telefônicas públicas – os chamados tart cards;
- por meio de anúncios eufemísticos em revistas e jornais comuns (por exemplo, referindo-se a “massagens” ou “relaxamento”);
- em revistas especializadas (contact magazine);
- via Internet.

Nos Estados Unidos, massage parlors que servem de disfarce para a prostituição podem anunciar “full service”, um eufemismo para a prática do coito. Em Las Vegas, a prostituição é frequentemente promovida de forma aberta na Las Vegas Strip por trabalhadores terceirizados que distribuem panfletos sensuais com fotos e números de telefone de acompanhantes (apesar de a prostituição ser ilegal em Las Vegas e no Condado de Clark, veja Prostituição em Nevada).
A forma como as prostitutas anunciam sua presença varia bastante. Algumas permanecem em apartamentos com sinais externos – como cartazes com a palavra “modelo” – para atrair clientes, enquanto outras anunciam colocando números ou endereços em cabines telefônicas ou em anúncios online e impressos. Em sociedades mais permissivas, a publicidade pode ocorrer à vista de todos, como por meio de vitrines; em sociedades restritivas, a divulgação ocorre por meio do boca a boca e outros métodos.

### Rua
Na prostituição de rua, a prostituta procura clientes enquanto espera em esquinas, às vezes chamada de “a pista” tanto por cafetões quanto pelas próprias prostitutas. Geralmente, elas se vestem de forma curta e provocante, independentemente do clima. Nos Estados Unidos, as prostitutas de rua são frequentemente chamadas de “streetwalkers”, enquanto seus clientes são denominados “tricks” ou “johns”. Atender os clientes é descrito como “turning tricks”. O serviço é geralmente realizado no carro do cliente, em um beco próximo ou em um quarto alugado; motéis e hotéis costumam alugar quartos por meia ou hora inteira.
Na Rússia e em outros países da ex-União Soviética, a prostituição assume a forma de um mercado a céu aberto. Uma prostituta posiciona-se à beira da estrada e direciona os carros para uma suposta “tochka” (geralmente localizada em becos ou estacionamentos), onde filas de mulheres são exibidas à luz dos faróis para os clientes. O cliente escolhe uma prostituta e a leva em seu carro. Esse modelo, comum no final dos anos 1990, tem diminuído gradualmente nos últimos anos.
Um “lot lizard” é um caso particular frequentemente encontrado na prostituição de rua. Esses profissionais atendem principalmente caminhoneiros em paradas de caminhões e centros de descanso, abordando-os via CB radio a partir de veículos estacionados em áreas não comerciais e utilizando códigos baseados na gíria do transporte.

### Prostituição em vitrines

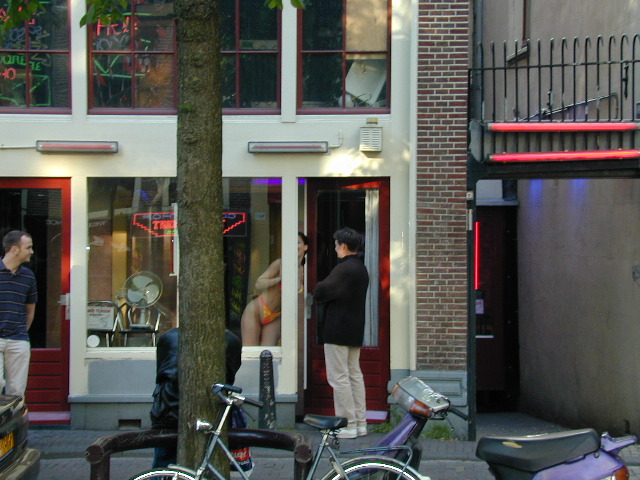
Uma prostituta no distrito da luz vermelha em Amsterdã conversa com um potencial cliente

A prostituição em vitrines é comum na Holanda e em países vizinhos. Nesse modelo, a prostituta aluga uma vitrine e um espaço de trabalho de um operador por um período determinado, geralmente diário ou parcial. A profissional é independente, recrutando seus próprios clientes e negociando preços e serviços.

### Bordéis

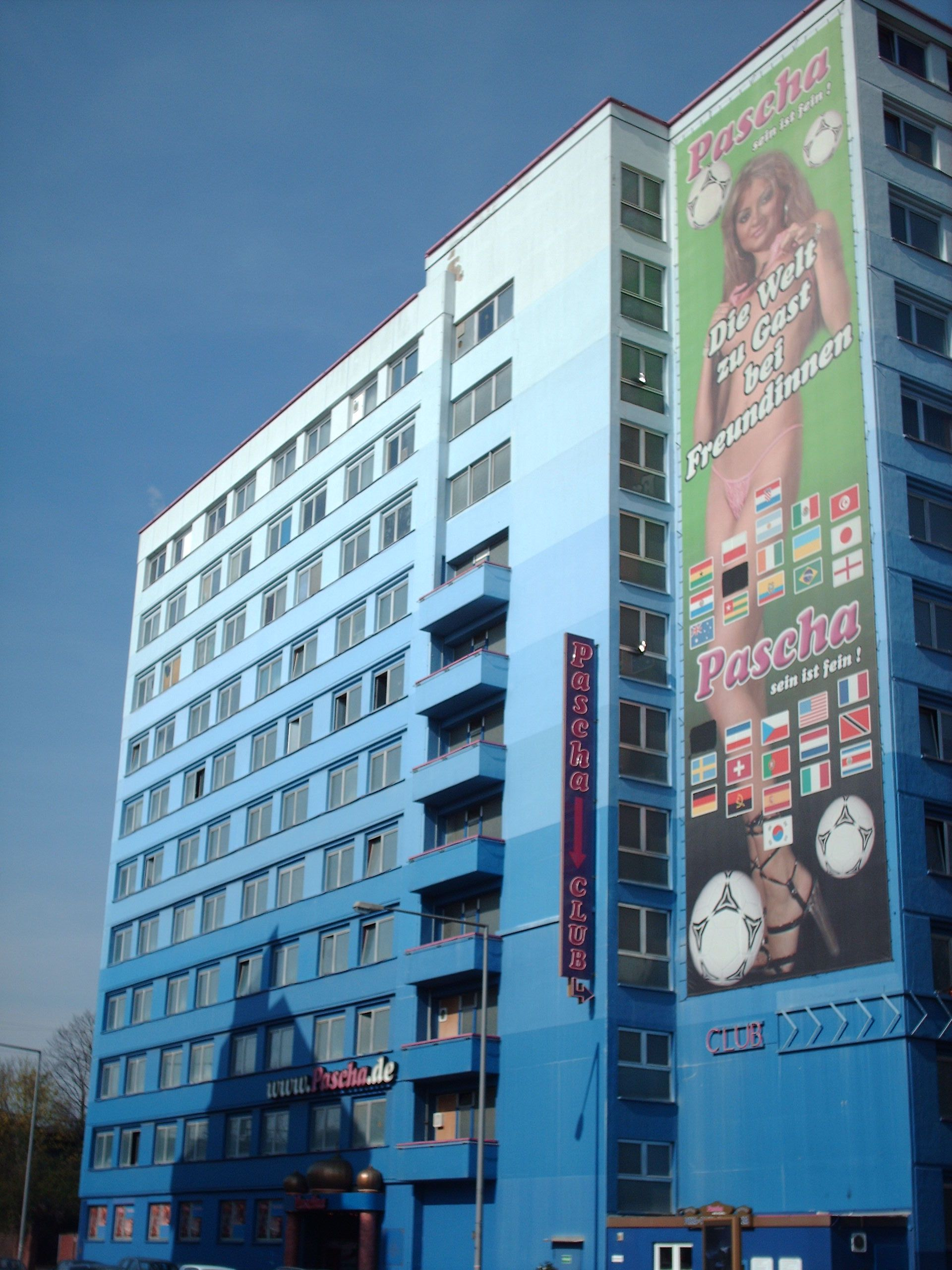
Bordel Pascha em Cologne, Alemanha, o maior bordel da Europa. Durante a Copa do Mundo FIFA 2006, um cartaz com as bandeiras da Arábia Saudita e do Irã foi ocultado após protestos e ameaças.

Bordels são estabelecimentos dedicados exclusivamente à prostituição, frequentemente localizados em distritos da luz vermelha de grandes cidades. Outros termos incluem “bordel”, “casa de putas”, “cathouse”, “knocking shop” e “general houses”. A prostituição também ocorre em alguns massages e, em países asiáticos, em algumas barbearias onde os serviços sexuais são oferecidos como atividade secundária.

### Acompanhantes

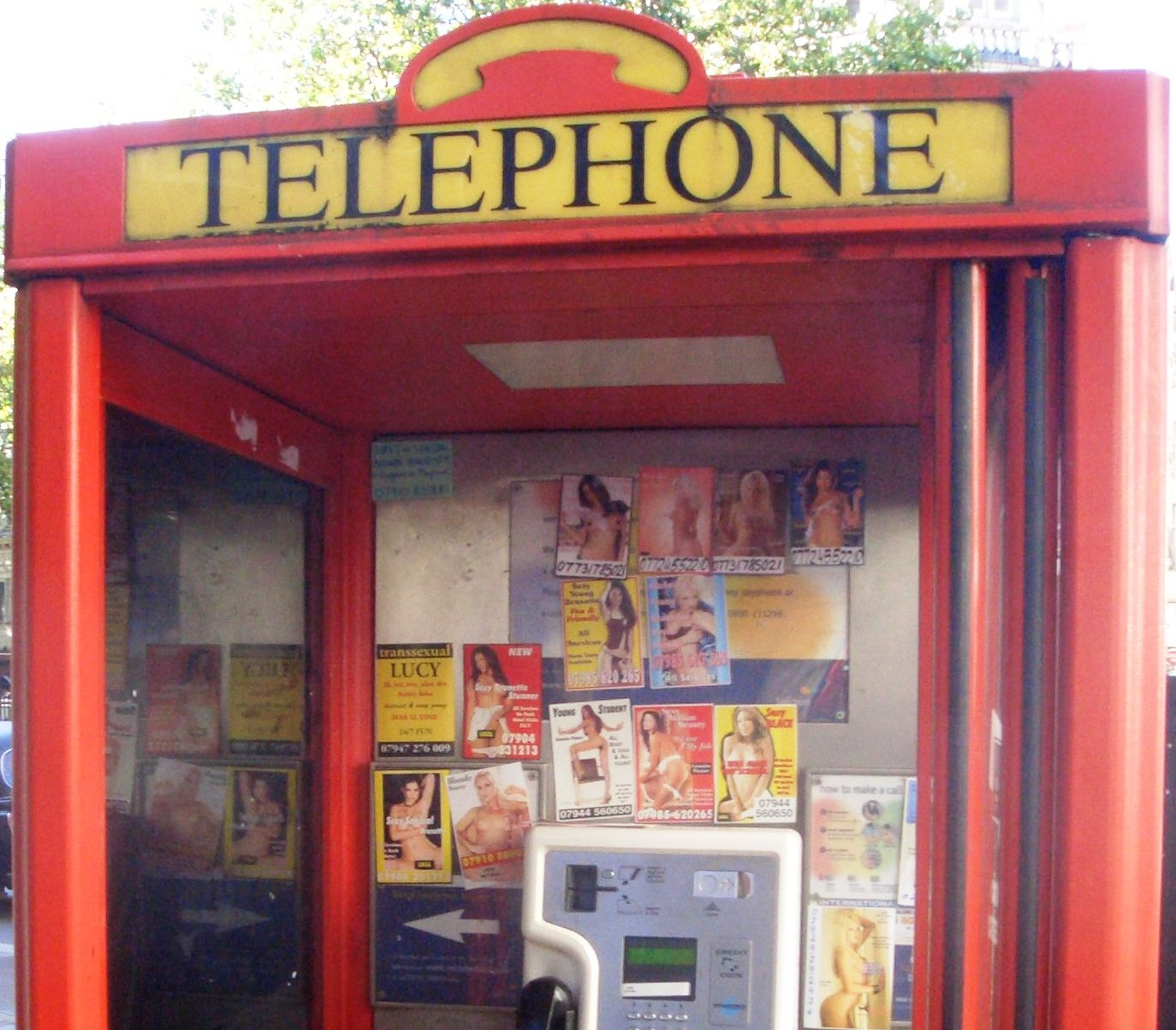
Tart cards em uma cabine telefônica britânica anunciando call girls, 2005

Os serviços de acompanhante diferenciam-se da prostituição tradicional, pois as atividades sexuais nem sempre são explicitamente anunciadas; o pagamento é geralmente destinado ao tempo e à companhia, havendo, contudo, uma pressuposição implícita de que se esperam atividades sexuais.
Na prostituição de acompanhantes, o serviço pode ocorrer na residência do cliente ou em um quarto de hotel (chamado de out-call), na residência da acompanhante ou em um quarto alugado para a ocasião (chamado de in-call). A profissional pode atuar de forma independente ou estar vinculada a uma agência de acompanhantes. Os serviços são anunciados na Internet, em publicações regionais ou em listas telefônicas locais.
O uso da Internet tanto por prostitutas quanto por clientes é comum. A profissional pode recorrer a fóruns adultos ou criar um site próprio com informações de contato, como endereços de e-mail. Sites de contato, chats e comunidades online também são utilizados, o que tem atraído maior atenção de autoridades, funcionários públicos e grupos ativistas. Em 2009, o Craigslist foi criticado por facilitar a prostituição online e processado por cerca de 40 procuradores-gerais estaduais, promotores locais e oficiais de justiça.
Fóruns de avaliação dos serviços de prostitutas individuais podem ser encontrados em diversas partes do mundo. Esses fóruns online permitem a troca de informações entre potenciais clientes e também servem para as profissionais anunciarem os serviços disponíveis, além de possibilitar que troquem informações sobre clientes, alertando umas às outras sobre possíveis riscos.

### Turismo sexual
Turismo sexual é viajar para ter relações sexuais com prostitutas ou para se envolver em outras atividades sexuais. A Organização Mundial do Turismo, agência especializada da ONU, define o turismo sexual como “viagens organizadas a partir do setor de turismo, ou de fora dele, mas utilizando suas estruturas e redes, com o propósito principal de estabelecer uma relação sexual comercial entre o turista e os residentes do destino”.
Diferente do turismo sexual regular, geralmente legal, o turista que se envolve com uma prostituta infantil comete crime tanto no país anfitrião quanto, frequentemente, segundo a legislação do seu próprio país e a lei internacional. O turismo sexual infantil (CST) é definido como viajar a um país estrangeiro com o propósito de participar de abuso sexual infantil facilitado comercialmente. Países como Tailândia, Camboja, Índia, Brasil e México estão entre os principais focos de exploração sexual infantil.

### Sexo virtual
Sexo virtual, isto é, atos sexuais realizados por meio de mensagens em vez de fisicamente, também são objeto de transações comerciais. Serviços de phone sex existem há décadas. Com a chegada da Internet, outras formas de sexo virtual passaram a ser oferecidas mediante pagamento, como o cybersex, onde os serviços sexuais são prestados por meio de textos em chat rooms ou mensagens instantâneas, ou de forma audiovisual através de uma webcam (veja camgirl).

## Organização

### Sindicatos
A International Union of Sex Workers é um sindicato para trabalhadores do sexo com sede no Reino Unido e está afiliado ao sindicato geral, GMB.

### Comunidades
Daulatdia, às vezes chamada de maior bordel do mundo, é uma vila inteira em Bangladesh dedicada à prostituição. Muitas pessoas nasceram lá, sendo filhas de prostitutas. Outra comunidade semelhante em Bangladesh é Kandapara. A vila de Vadia, na Índia, é conhecida localmente como a "vila das prostitutas", onde mulheres solteiras se envolvem na prostituição. Casamentos coletivos para os filhos de prostitutas na vila são realizados para protegê-los de serem empurrados para a prostituição.

## Prevalência

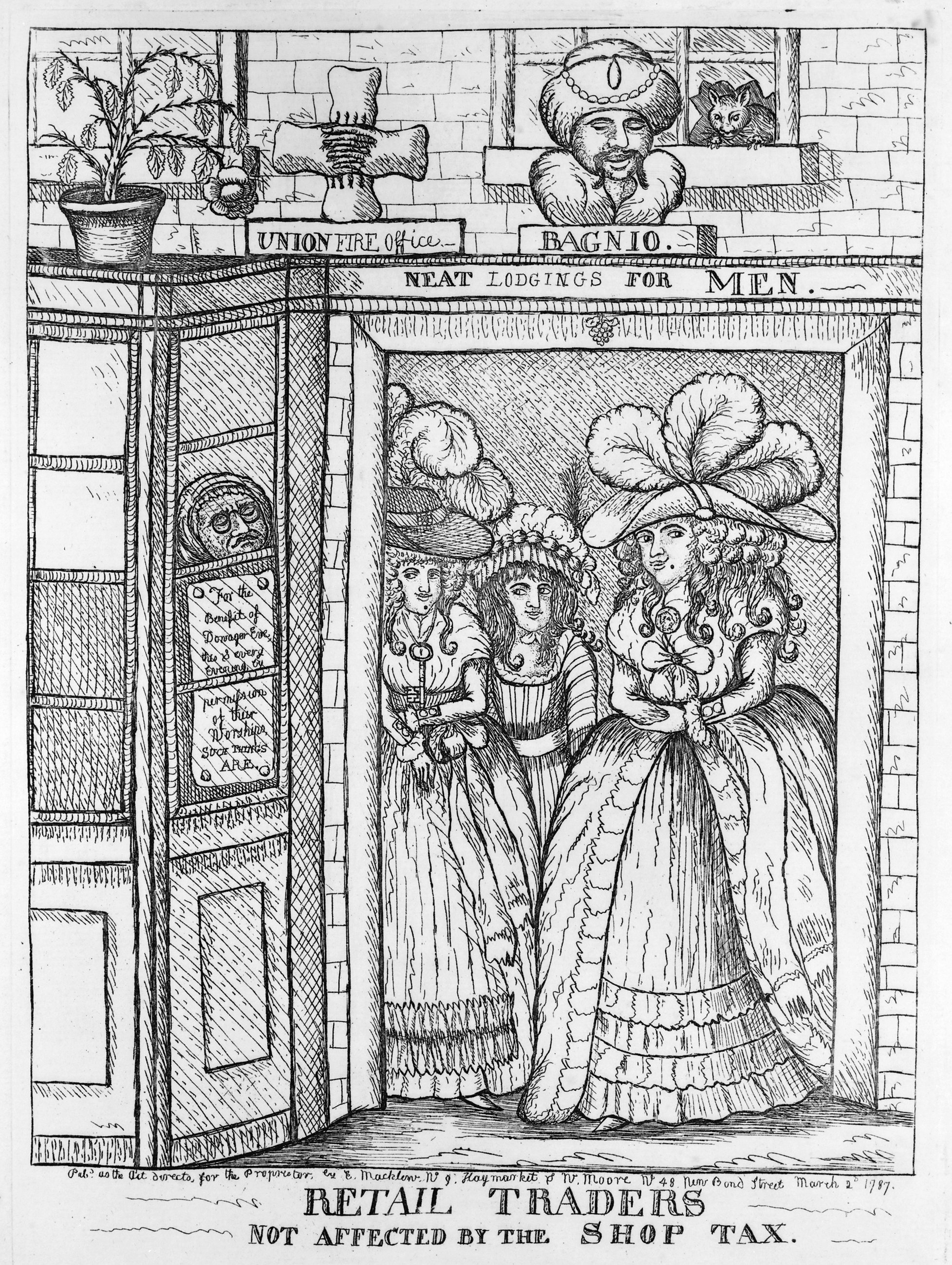
Um cartum político de 1787, zombando da ideia de que a tributação afeta as prostitutas

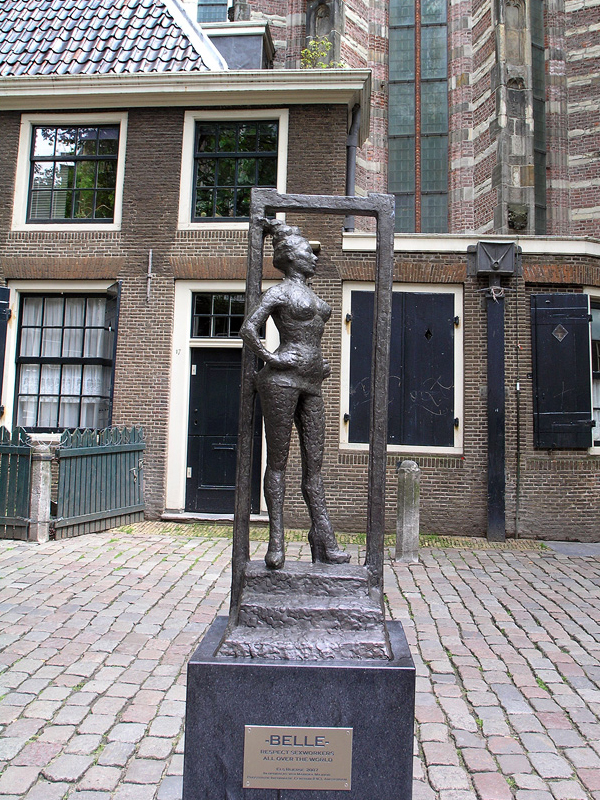
Estátua para homenagear os trabalhadores do sexo do mundo. Instalada em março de 2007 em Amsterdam, no Oudekerksplein, em frente à Oude Kerk, no distrito da luz vermelha de Amsterdam, De Wallen. Intitulada Belle, a inscrição diz "Respeite os trabalhadores do sexo em todo o mundo."

De acordo com o artigo "Estimating the prevalence and career longevity of prostitute women", o número de prostitutas equivalentes a tempo integral em uma área típica dos Estados Unidos (Colorado Springs, CO, durante 1970–1988) foi estimado em 23 por 100.000 habitantes (0,023%), das quais cerca de 4% tinham menos de 18 anos. A duração média das carreiras dessas profissionais foi estimada em 5 anos. Segundo um relatório de 2012 da Fondation Scelles, existem entre 40 e 42 milhões de prostitutas no mundo.
Em 2003, estimou-se que em Amsterdam, uma mulher em cada 35 trabalhava como prostituta, em comparação com uma em 300 em Londres.
O número de homens que usaram os serviços de uma prostituta pelo menos uma vez varia amplamente de país para país, partindo de um mínimo estimado entre 7% e 8,8% no Reino Unido, até um máximo de entre 59% e 80% no Camboja. Um estudo conduzido pela ProCon – uma organização sem fins lucrativos e apartidária – estimou a porcentagem de homens que pagaram por sexo pelo menos uma vez na vida e encontrou as maiores taxas no Camboja (entre 59% e 80%) e na Tailândia (cerca de 75%), seguidos pela Itália (16,7–45%), Espanha (27–39%), Japão (37%), Holanda (13,5–21,6%), Estados Unidos (15,0–20,0%) e China (6,4–20%). Nações com taxas mais elevadas de clientes de prostituição apresentam atitudes muito mais positivas em relação ao sexo comercial. Em alguns países, como Camboja e Tailândia, ter relações com prostitutas é considerado comum, e homens que não se envolvem em sexo comercial podem ser vistos como incomuns por seus pares. Na Tailândia, foi relatado que cerca de 75% dos homens já visitaram uma prostituta pelo menos uma vez na vida. No Camboja, esse índice varia de 59% a 80%.
Nos Estados Unidos, uma pesquisa TNS de 2004 revelou que 15% dos homens admitiram ter pago por sexo pelo menos uma vez na vida. Entretanto, um artigo intitulado "Prostitution and the sex discrepancy in reported number of sexual partners" concluiu que o relato dos homens sobre prostitutas como parceiras sexuais subestima significativamente os números.
Na Austrália, uma pesquisa realizada no início dos anos 2000 mostrou que 15,6% dos homens com idade entre 16 e 59 anos relataram ter pago por sexo pelo menos uma vez na vida, e 1,9% o fizeram no ano anterior.
Há divergências sobre se os níveis de prostituição estão crescendo ou diminuindo em países desenvolvidos. Alguns estudos indicam que a porcentagem de homens envolvidos em sexo comercial nos Estados Unidos diminuiu significativamente nas últimas décadas: em 1964, estimava-se que 69–80% dos homens haviam pago por sexo pelo menos uma vez. Outros sugerem que os níveis de prostituição caíram em países sexualmente liberais, provavelmente devido à maior disponibilidade de sexo não comercial e não matrimonial ou, por exemplo, na Suécia, devido a penalidades legais mais rigorosas. Ou, por exemplo, na Suécia, em razão de penalidades legais mais severas. Outros relatórios sugerem um aumento nos níveis de prostituição, por exemplo, nos EUA, onde a liberalização sexual é apontada novamente como a causa. Norma Ramos, diretora executiva da Coalition Against Trafficking in Women, afirma: "Quanto mais a indústria do sexo comercial normaliza esse comportamento, mais ele se manifesta."
As prostitutas há muito prestam seus serviços às forças militares em muitas culturas. Por exemplo, o porto naval britânico de Portsmouth possuía uma próspera indústria do sexo local no século XIX, e até o início dos anos 1990 havia grandes distritos da luz vermelha próximos a bases militares americanas nas Filipinas. O notório distrito de entretenimento Patpong em Bangkok, Tailândia, começou como local de descanso (R&R) para tropas dos EUA durante a Guerra do Vietnã, no início dos anos 1970. A própria Washington D.C. contava com a área conhecida como Murder Bay, que atraía o público militar durante a Guerra Civil Americana.

## Violência contra prostitutas
Prostitutas de rua estão em maior risco de crimes violentos do que aquelas que trabalham em bordéis ou bares.
Nos Estados Unidos, a taxa de homicídio entre prostitutas foi estimada em 204 por 100.000. Existem diferenças substanciais nas taxas de vitimização entre prostitutas de rua e aquelas que trabalham em ambientes fechados, como acompanhantes, call girls ou em bordéis e salões de massagem. A violência contra os homens que se prostituem é menos comum.
O pedido para descriminalizar a venda de sexo tem, em parte, o objetivo de reduzir danos e violência. Sob a criminalização, as prostitutas tornam-se mais vulneráveis a serem vítimas de crimes, inclusive de assassinos em série, pois os infratores sabem que elas têm menor probabilidade de denunciar tais crimes à polícia, por receio de prisão. Além disso, isso as expõe à violência policial, já que a polícia pode extorquir prostitutas ameaçando-as com prisão. A ACLU, Human Rights Watch e Amnesty International defendem que, além de descriminalizar a venda de sexo conforme o modelo nórdico, descriminalizar a compra de sexo tornaria a situação mais segura para as profissionais.

## Situação médica
Em alguns lugares, a prostituição pode estar associada à disseminação de infecções sexualmente transmissíveis (ISTs). A falta de uso de preservativos entre prostitutas e seus clientes tem sido apontada como fator na disseminação do HIV na Ásia: "Uma das principais razões para a rápida propagação do HIV em países asiáticos é a transmissão massiva entre trabalhadores do sexo e clientes". Consequentemente, campanhas de prevenção voltadas ao aumento do uso de preservativos pelos trabalhadores do sexo têm desempenhado um papel fundamental na contenção da disseminação do HIV.
Uma das fontes de disseminação do HIV na África é a prostituição, com um estudo constatando que encontros com prostitutas foram responsáveis por 84% das novas infecções por HIV em homens adultos em Accra, Gana. A disseminação do HIV de áreas urbanas para rurais na África foi atribuída à mobilidade de agricultores que visitam trabalhadores do sexo nas cidades, como observado na Etiópia. Estudos sobre a prostituição em centros urbanos de países em desenvolvimento, como o Quênia, apontam que a prostituição atua como um reservatório de ISTs na população em geral.
As respostas típicas para o problema são:
- Proibir completamente a prostituição;
- Introduzir um sistema de registro para prostitutas que obrigue a realização de exames de saúde e outras medidas de saúde pública;
- Educar prostitutas e seus clientes para incentivar o uso de métodos contraceptivos de barreira e maior acesso aos cuidados de saúde.

Alguns defendem que as duas primeiras medidas são contraproducentes. Proibir a prostituição tende a empurrá-la para a clandestinidade, dificultando a promoção do sexo seguro, o tratamento e o monitoramento. Registrar prostitutas torna o Estado cúmplice da prática e não resolve os riscos de saúde das profissionais não registradas. As duas últimas medidas podem ser consideradas políticas de harm reduction.
Em países e regiões onde as precauções de sexo seguro são inexistentes ou não são adotadas por motivos culturais, a prostituição torna-se um vetor ativo de todas as ISTs, incluindo HIV/AIDS, mas o incentivo a práticas de sexo seguro, aliado a testes regulares para infecções sexualmente transmissíveis, tem sido muito bem-sucedido quando aplicado de forma consistente. Por exemplo, o programa de preservativos da Tailândia tem sido amplamente responsável pelo progresso do país no combate à epidemia de HIV. Estima-se que a implementação bem-sucedida de práticas de sexo seguro na Índia "faria a epidemia de HIV desaparecer", enquanto medidas semelhantes poderiam reduzir em 50% a incidência em Botsuana.
Em 2009, o Secretário-Geral da ONU, Ban Ki-moon, instou todos os países a eliminarem as proibições à prostituição e ao sexo homossexual, pois "essas leis constituem barreiras significativas para alcançar populações-chave com serviços de HIV". Em 2012, a Comissão Global sobre HIV e a Lei, convocada por Ban Ki-moon e constituída como um órgão independente, foi criada a pedido da UNAIDS e apoiada por uma secretaria sediada no UNDP. Ela chegou às mesmas conclusões, recomendando também a descriminalização de bordéis e da cafetinagem. Entretanto, o relatório afirma que: "O conteúdo, a análise, as opiniões e as recomendações políticas contidas nesta publicação não refletem necessariamente as visões do Programa das Nações Unidas para o Desenvolvimento."
A pandemia de COVID-19 teve impacto sobre o trabalho sexual. Durante a pandemia, profissões que envolvem contato físico (incluindo a prostituição, entre outras) foram temporariamente proibidas em alguns países, resultando em uma redução local da prostituição.

## Violência contra prostitutas
Prostitutas de rua estão em maior risco de serem vítimas de crimes violentos do que aquelas que trabalham em bordéis ou bares.
Nos Estados Unidos, a taxa de homicídio entre prostitutas foi estimada em 204 por 100.000. Existem diferenças substanciais nas taxas de vitimização entre prostitutas de rua e aquelas que trabalham em ambientes fechados, como acompanhantes, call girls ou em bordéis e salões de massagem. A violência contra os homens que se prostituem é menos comum.
A discussão sobre a descriminalização da venda de sexo é, em parte, para reduzir danos e violência. Sob a criminalização, as prostitutas tornam-se mais vulneráveis a crimes, inclusive por assassinos em série, já que os infratores sabem que elas provavelmente não denunciarão tais crimes por receio de prisão. Além disso, isso as expõe à violência policial, pois agentes podem extorqui-las ameaçando prisão. A ACLU, Human Rights Watch e Amnesty International defendem que, além de descriminalizar a venda de sexo conforme o modelo nórdico, descriminalizar a compra de sexo tornaria a situação mais segura para as profissionais.

## Situação psicológica
De Marneffe (2009) argumentou que existem questões psicológicas enfrentadas pelas prostitutas decorrentes de determinadas experiências e de sua repetição ou duração. Algumas vivenciam situações que podem resultar em "sentimentos duradouros de inutilidade, vergonha e auto-ódio". O autor argumenta ainda que isso pode afetar a capacidade da prostituta de realizar atos sexuais com o objetivo de construir um relacionamento íntimo de confiança, algo importante para seu parceiro. A ausência de um relacionamento saudável pode levar a taxas mais elevadas de divórcio e influenciar relações disfuncionais com seus filhos, afetando seus relacionamentos futuros.

## Atualidade

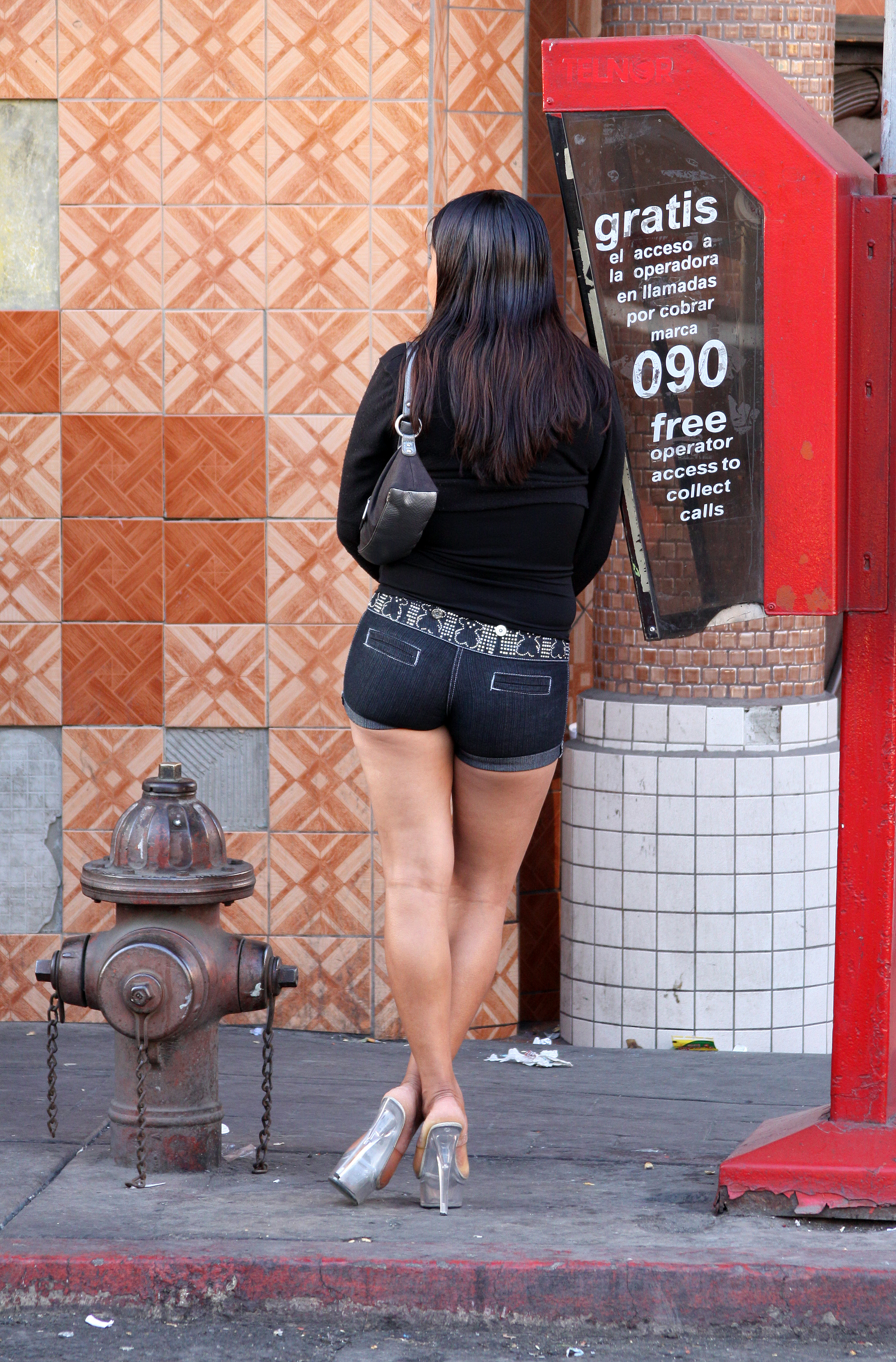
Prostituta em Tijuana.

Modernamente, com as infeções sexualmente transmissíveis, entre as quais a SIDA (AIDS em inglês e na variante brasileira da língua portuguesa), a prática da prostituição recebeu um golpe. Foi necessária a intervenção estatal para o controle e prevenção das doenças, que atingiram níveis de epidemia no final do século XX, início do século XXI, extinguindo boa parte da população de risco (pois são enfermidades fatais aos clientes e prostitutas).
Apesar das tentativas de órgãos de saúde pública em todo o mundo na prevenção a estas doenças, em regiões mais pobres do planeta, miséria e prostituição são palavras praticamente sinônimas.
Nas regiões mais pobres a miséria, a prostituição, o tráfico de drogas e as DST se entrelaçam. No Brasil a prostituição infantil é comum nas camadas mais pobres dos grandes centros urbanos. Nas capitais do Nordeste em especial, existe o turismo sexual, onde crianças de ambos os sexos são recrutadas para satisfazer os desejos de pedófilos provindos de todas as partes do mundo, em especial dos Estados Unidos e da Europa.
Alguns países já reconhecem legalmente a prostituição como profissão, a exemplo da Alemanha.

### No Brasil
No Brasil, numa pesquisa do Ministério da Saúde e da Universidade de Brasília indica que, no segundo semestre de 2005, quase quarenta por cento das prostitutas estavam na profissão há, no máximo, quatro anos, fato que indicaria um alto grau de abandono da profissão. Já o Centro de Educação Sexual, uma ONG que realiza trabalhos com garotas e garotos de programa do Rio de Janeiro e Niterói, diz que a maioria se prostitui para sobreviver e que muitas sonham em encontrar um amor.
A atividade de prostituição no Brasil em si não é considerada ilegal, não incorrendo em penas nem aos clientes, nem às pessoas que se prostituem. Entretanto, o fomento à prostituição e a contratação de mulheres para atuarem como prostitutas é considerado crime, punível com prisão.
Enquanto muitas garotas de programa são exploradas por agenciadores, outras tornam-se independentes, divulgando seu próprio trabalho em classificados de jornais e classificados online, como em alguns sites na internet. Em ambos os casos, a anunciante deve fornecer documento de identidade, para que seja comprovada a maioridade da anunciante e a veracidade das informações contidas no anúncio. O que não ocorre na rua, onde menores de idade podem ser vítimas da indústria do sexo.

### Em Portugal
A atividade de prostituição entre adultos em Portugal não é considerada ilegal por si só, não incorrendo em penas nem aos clientes, nem às pessoas que se prostituem. No entanto, o fomento à prostituição ou a recolha de lucros pela actividade de prostituição de terceiros é considerado crime de lenocínio, punível com prisão.
Embora estas leis tenham sido pensadas inicialmente para protegerem mulheres da exploração sexual por parte de terceiros, na prática invalidam também que as pessoas que se dedicam à prostituição se possam organizar entre si, quer em grupos de apoio (excepto em situações específicas em que seja claro que não há nenhuma promoção da prostituição), quer para coordenação comercial.

### Prostituição na Internet
Hoje, são cada vez mais comuns os sites que divulgam o trabalho das garotas de programa, dos garotos de programa e das travestis de programa. Muitos optam por construir blogs próprios a fim de evitarem os pagamentos mensais, quinzenais ou até semanais para a divulgação de suas fotos em site especializados. Hoje é comum o uso de fóruns de prostituição, no qual dezenas de milhares de pessoas pesquisam e comparam preços e serviços de prostitutas, a prática faz com que o cliente tenha o serviço em casa, motéis ou flats do próprio contratado[a] sem se expor à casas de striptease.

### Prostituição corporativa
A prostituição corporativa é uma troca de favores sexuais por um melhor nível social hierárquico ou na concretização de negócios. A prática da chamada “prostituição corporativa” tem sido cada vez mais condenada pelas empresas de primeira linha dentro do âmbito da Governança Corporativa.